# Rivulus

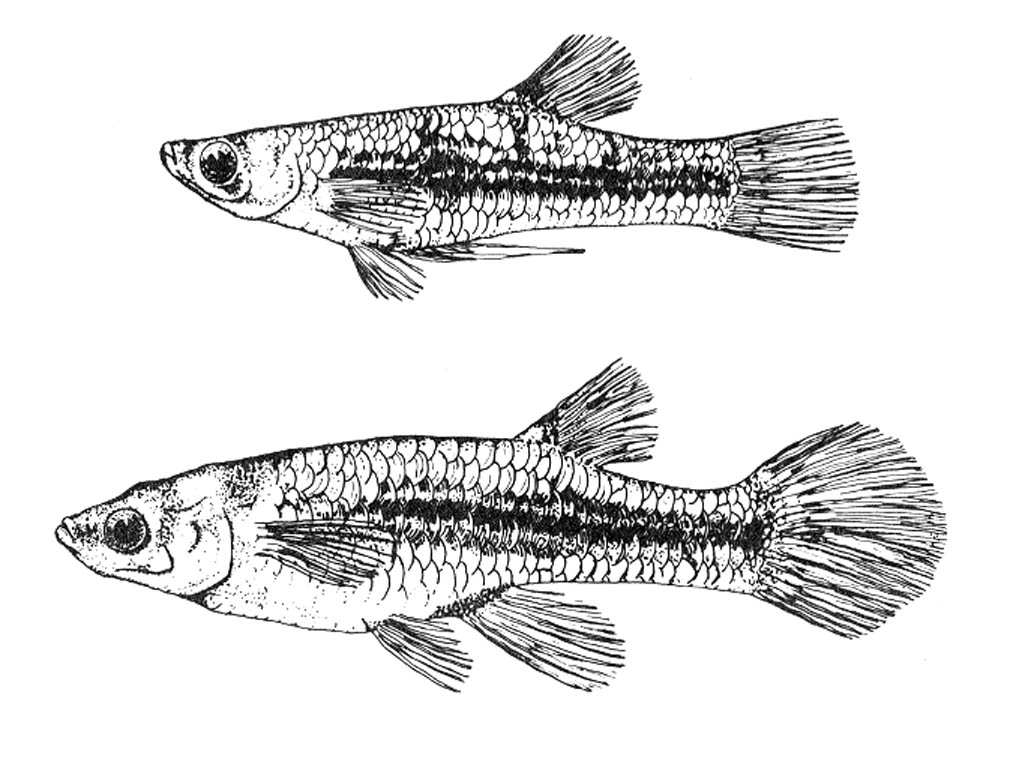
Rivulus marmoratus

Rivulus é um gênero de peixes sul-americanos de água doce.

## Espécies
- Rivulus berovidesi R. R. Silva, 2015
- Rivulus cylindraceus Poey, 1860
- Rivulus roloffi Roloff, 1938